# Cal Molins (Solsona)
Cal Molins és una casa de Solsona protegida com a Bé Cultural d'Interès Local.

## Descripció

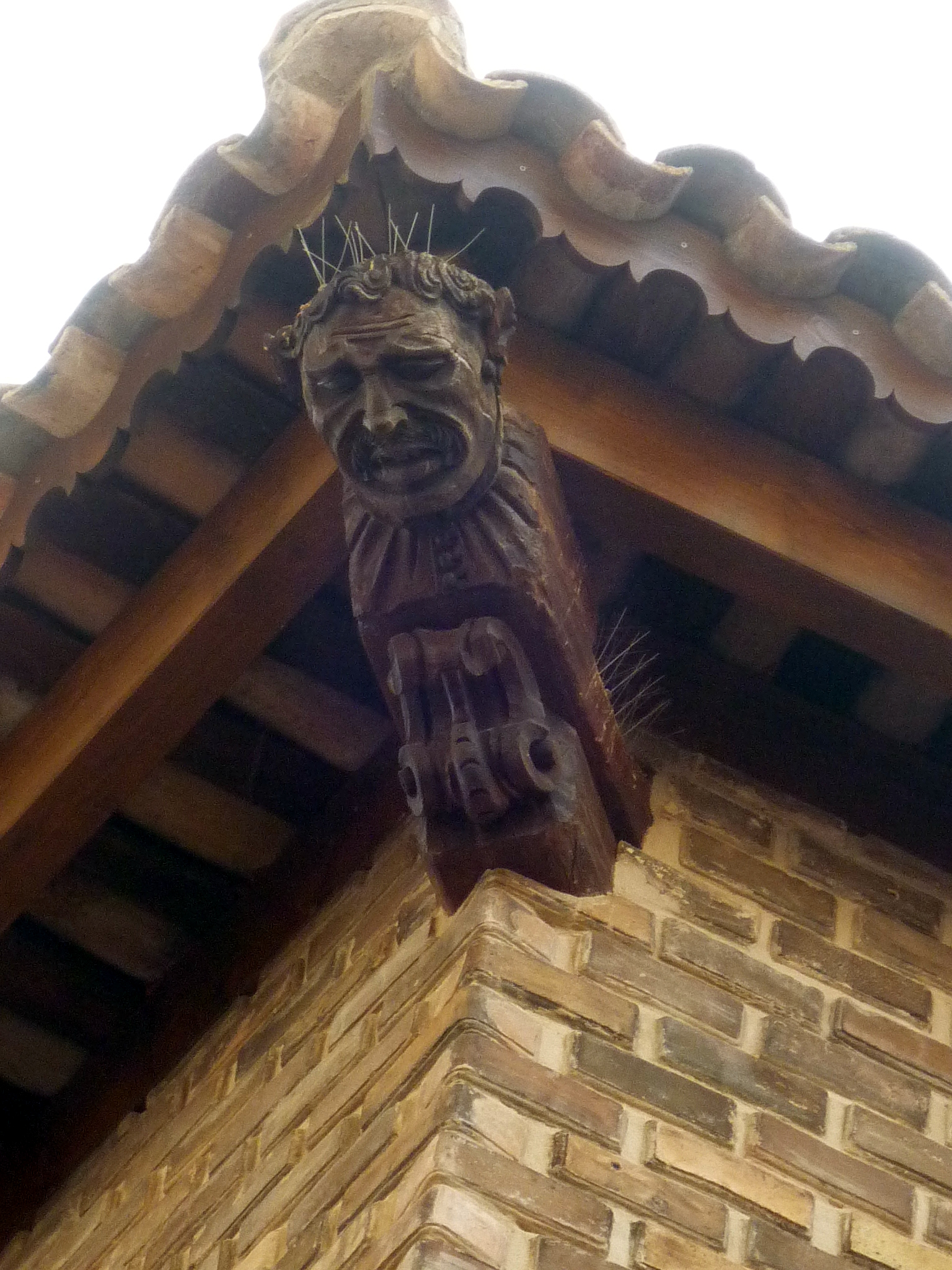
Cap de biga de la barbacana

Edifici en xamfrà que data de 1766, consta de dues façanes amb planta baixa i dues plantes pis. Les façanes dels baixos són de pedra tallada amb tres arcs i les de les dues plantes superiors són de maó fosc, amb un balcó a la cantonada i finestres amb arcs rebaixats a la primera i quadrades a la segona. Fou la casa de l'escultor Carles Morató, autor del retaule major del santuari del Miracle. Cal destacar la singularitat de les façanes, úniques a tot Solsona. Els caps de biga de la barbacana estan treballats.